# Distretto di Maçka
Il distretto di Maçka (in turco Maçka ilçesi; in greco περιοχὴ Ματσούκας?, periokhḕ Matsoúkas; in lazico: მაჩხაშ ილჩე, Maçxaş ilçe; in armeno Մաճկայի շրջանի?, Mačkayi šrǰani) è un distretto della provincia di Trebisonda, in Turchia.

## Vicegovernatori
Di seguito l'elenco dei vicegovernatori del distretto:
- ... (...-1962)
- Turgut Fırat (1962-1964)
- Halil Tiryaki (1964-1966)
- Hasan Kır (1967-1970)
- Mehmet Erdoğan Cebeci (1970-1971)
- Aydın Arslan (1979-1980)
- Sayit Topoğlu (1980-1983)
- Ali Hikmet Tuncer (1983-1987)
- İlhan Aydın ERBÜL (1988-1991)
- Mehmet Çubuktar (1992-1993)
- Abdullah Recai Akalan (1993-1995)
- Cemalettin Özdemir (1996-1998)
- A. Kadir Kaya (1999-2002)
- Mehmet Hüseyin Nail Anlar (2002-2003)
- Ercan Çiçek (2003-2004)
- Hasan Yılmaz (2004-2005)
- Mutlu Akyol (2005-2006)
- Gökhan İkitemur (2006)
- Ali Murat Kayhan (2006-2010)
- Ümit Cavuldak (2010-2013)
- Alper Balcı (2013-...)

## Galleria d'immagini

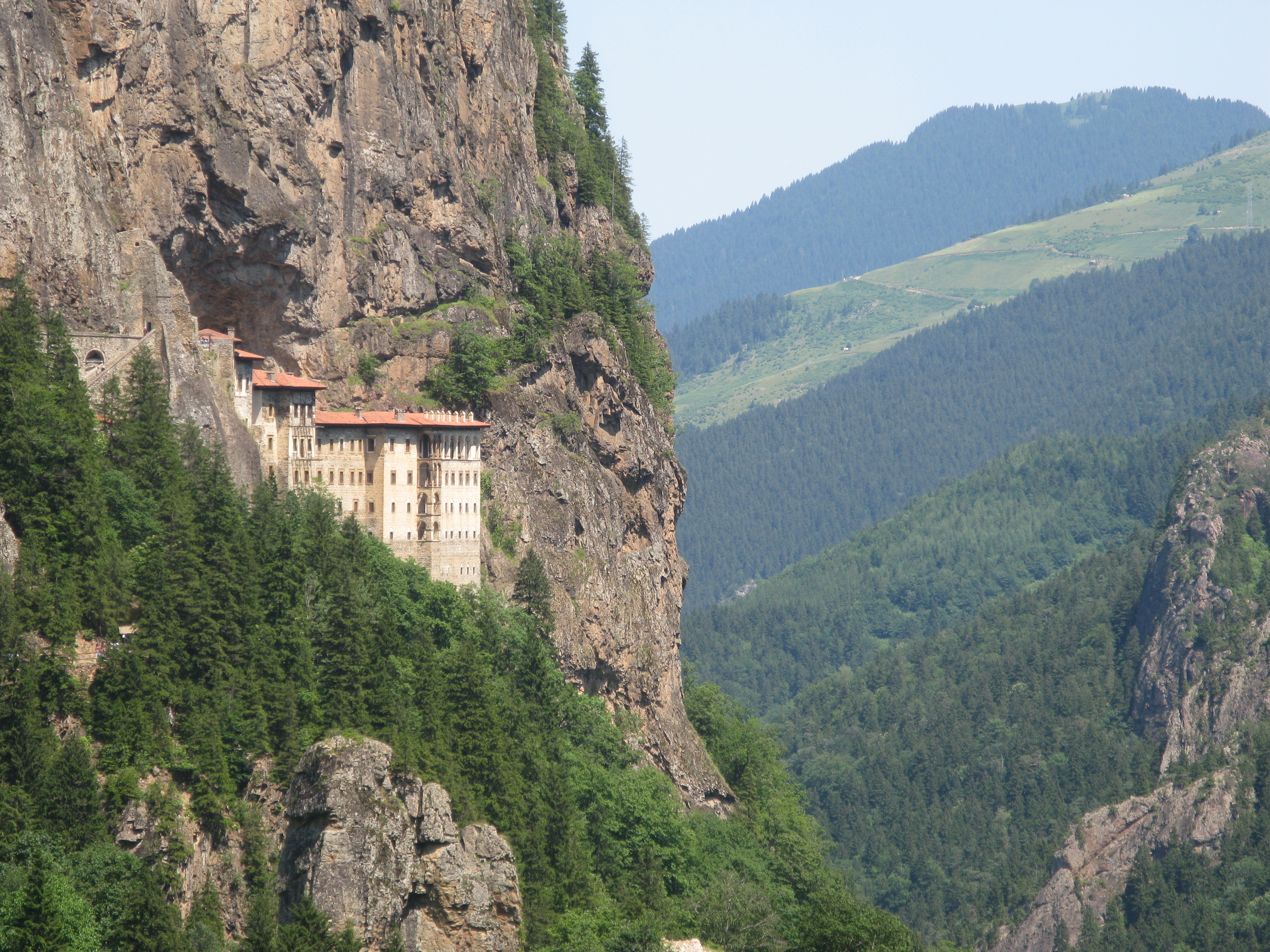
Il santo, patriarcale e stauropegico monastero della Vergine di Soumela, sui monti del Ponto.
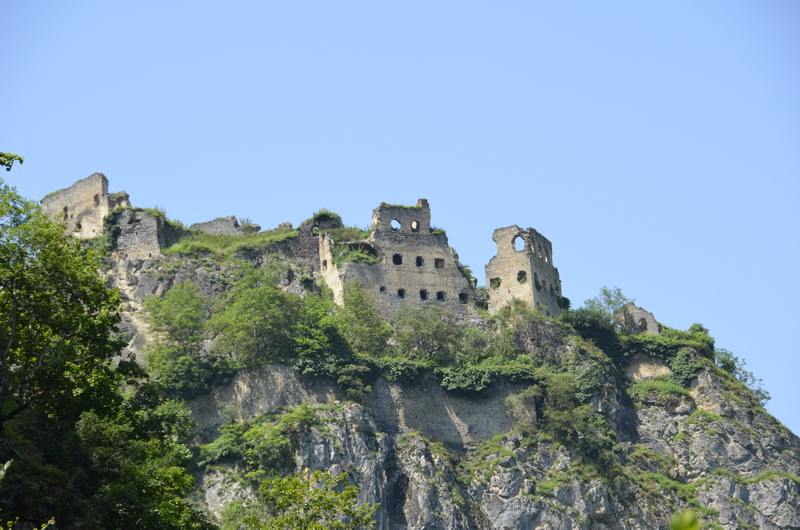
Le rovine del santo, patriarcale e stauropegico monastero di San Giorgio Peristereota, presso il villaggio di Kostura (oggi Şimşirli).
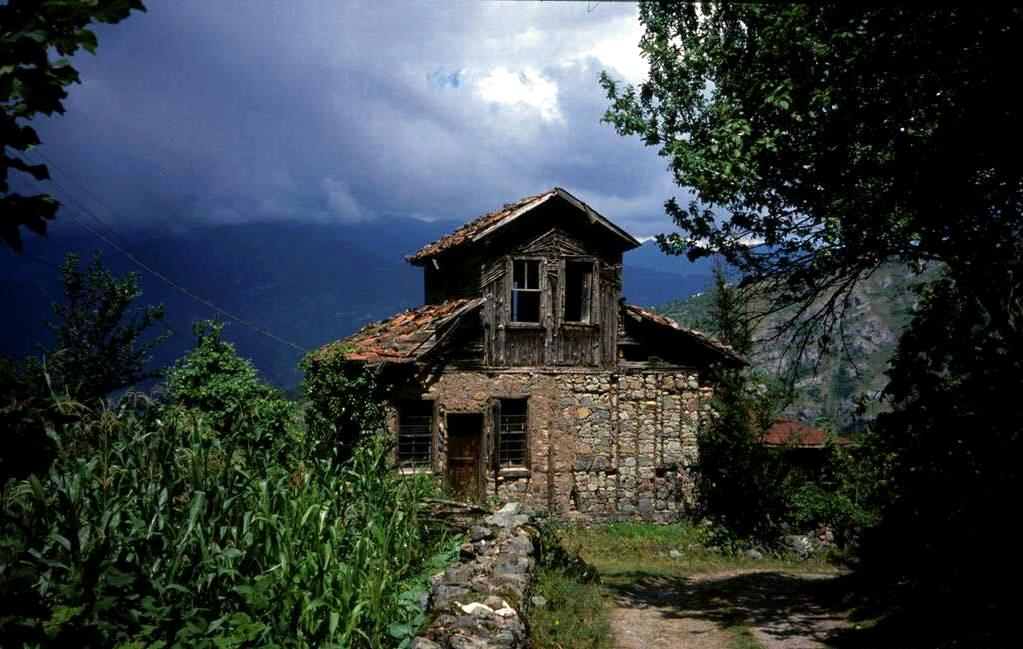
Una tradizionale abitazione greco-pontica nel villaggio di Livera (oggi Yazlık).